# Diagram kauzálních smyček

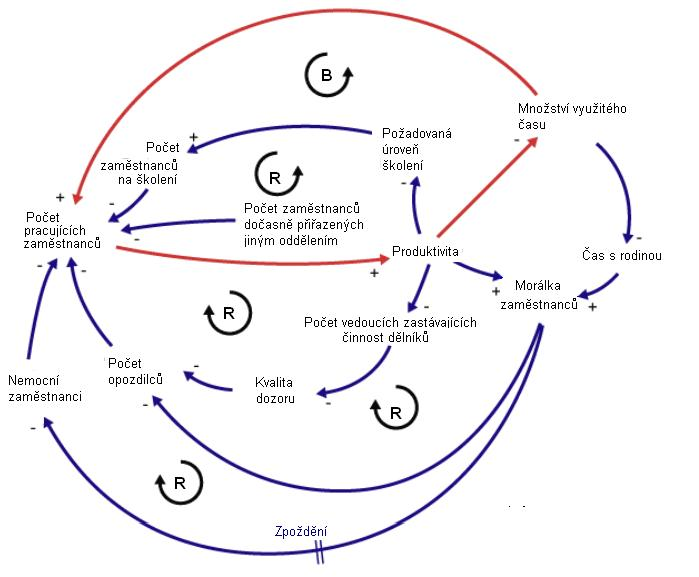
Ukázka diagramu kauzálních smyček

Diagram kauzálních smyček je nástrojem pro grafické znázornění a analýzu vzájemných vlivů proměnných v modelech systémové dynamiky. Vizualizací vzájemných vztahů proměnných usnadňuje pochopení funkce komplexních systémů a pomáhá tyto vztahy kvantifikovat. V současné době se použití diagramu kauzálních smyček rozšířilo i na modelování organizací či databází.

## Kauzální vztah
Diagram kauzálních smyček se skládá z množiny uzlů reprezentujících proměnné a množiny šipek znázorňujících vztahy mezi nimi. Proměnná u začátku šipky je kauzální příčinnou změny proměnné na konci šipky. Znaménko plus (někdy se znační písmenem S) vyjadřuje pozitivní závislost, kde vzrůst resp. pokles první proměnné vyvolá růst resp. pokles druhé proměnné. Znaménko minus (někdy též písmeno O) vyjadřuje negativní závislost, kde růst resp. pokles první proměnné vyvolá pokles resp. růst druhé proměnné. Každá šipka v diagramu vyjadřuje hypotézu o závislosti dvou proměnných, která by měla být objektivně ověřitelná. Pro validaci diagramu kauzálních smyček lze použít různá kritéria.

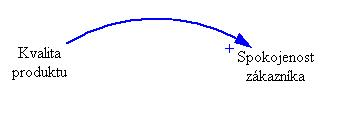
Pozitivní vztah

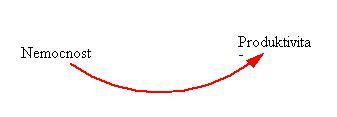
Negativní vztah

## Kazuální smyčka

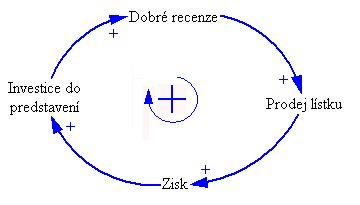
Posilující smyčka

Řetěz kauzálních vztahů (příčin a následků) vytváří kauzální smyčku v situaci, kdy změna jedné proměnné ovlivní jednu nebo více dalších proměnných, které pak zpětně ovlivní hodnotu původní proměnné. Mluvíme tedy o smyčkách se zpětnou vazbou (tzv. feedback loops). Pokud cyklus smyčky není uzavřený, nazývá se někdy smyčka otevřenou.[zdroj?] Smyčky se zpětnou vazbou můžeme rozlišit na:

- posilující smyčky (reinforcing loops) Značí se písmenem R nebo znaménkem plus, proto se nazývají pozitivní.[zdroj?]
- rovnovážné smyčky (balancing loops) Značí se písmenem B nebo znaménkem minus, proto se nazývají negativní.

Toto rozlišení je důležité z hlediska chování smyček. Posilující smyčky jsou spojeny s exponenciálním růstem[zdroj?] hodnot proměnných, zatímco rovnovážné smyčky jsou spojeny s dosažením rovnovážných hodnot.
Jednoduchým způsobem jak poznat, je-li smyčka posilující nebo rovnovážná je spočítat počet pozitivních a negativních vztahů ve smyčce. Pokud je počet negativních vztahů nulový nebo sudý, pak se jedná o posilující smyčku. Rovnovážná smyčka naopak obsahuje lichý počet negativních vztahů.

| Exponenciální růst | Exponenciální růst |
| Hledání rovnováhy  | Hledání rovnováhy  |
| Esovitá křivka     | Esovitá křivka     |
| Oscilace           | Oscilace           |

### Exponenciální růst
Tímto vzorem chování se vyznačuje pozitivní smyčka, která posílí každou změnu ještě větší změnou. To může způsobit nekonečný nárůst hodnoty proměnné v modelu.

### Hledání rovnováhy
Tento vzor chování je typický pro negativní křivku. Obvykle hodnota proměnné začne nad nebo pod úrovní, ke které potom konverguje.

### Esovitá křivka
Esovitou křivkou se vyznačuje smyčka, ve které je původní exponenciální růst následován hledáním rovnováhy. To se může stát, je-li proměnná zároveň součástí pozitivní i negativní smyčky.

### Oscilace

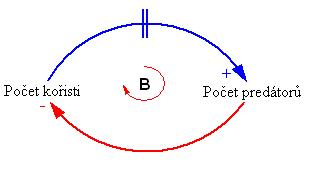
Zpoždění

Oscilace bývá typickým vzorem chování v modelu, který implementuje zpoždění ve vývoji některé proměnné v negativní smyčce (viz obrázek). Diagram na obrázku modeluje vývoj populací predátora a kořisti. Nárůst počtu kořisti umožní nárůst počtu predátorů, kteří pak zpětně snižují počty kořisti. Příčinou zpoždění je čas, který trvá než mláďata predátorů dospějí a také to, že nedostatek kořisti nezpůsobí okamžité uhynutí predátora. Kdyby v diagramu nebylo zpoždění, dosáhl by počet predátorů i kořisti rovnovážné hodnoty a více by se neměnil, ale díky zpoždění způsobí nárůst počtu kořisti větší nárůst počtu predátorů než je optimální. Ti pak příliš sníží počet kořisti a po určitém čase začnou hynout hlady. Vše se opakuje a výsledkem je oscilující vzorec chování.

### Kombinace
- Exponenciální růst s oscilací
- Hledání rovnováhy s oscilací se zmenšující se amplitudou
- Esovitá křivka s oscilací se zmenšující se amplitudou

## Doporučení pro tvorbu diagramu kauzálních smyček
Výběr tématu Účelem diagramu je získání vhledu do fungování studovaného systému. Je důležité zvolit takový systém, který nejlépe vysvětlí studované jevy.

Časový horizont Je vhodné stanovit si časový horizont modelu. Mnoho systémů se chová odlišně v různých časových obdobích. Při vytváření modelu ekonomického zisku firem za podmínek dokonalé konkurence zjistíme, že tento zisk může být z hlediska krátkého období libovolný, zatímco v dlouhém období je nulový.

Hranice systému Je dobré znát hranice studovaného systému a vědět, kdy přestat přidávat do modelu nové faktory. Jinak se může model velmi rychle stát nepřehledným a složitým.

Míra agregace Míra agregace by měla být zvolena tak, aby složitost modelu zůstala co nejmenší a přitom model stále vysvětloval studované jevy. Vyrábí-li podnik různé druhy žárovek, které si navzájem konkurují, je rozumné sledovat poruchovost každého druhu a její vliv na prodej žárovek. Obvykle však není nutné sledovat poruchovost jednotlivých typů žárovek v podniku, který žárovky používá pouze k osvětlení.

Zpoždění Je potřeba identifikovat, které proměnné se ovlivňují bezprostředně a které mají naopak zpoždění. Zpoždění jsou důležitá, neboť mohou být zdrojem nerovnováhy systému.

Proměnné by měly být pojmenovány podstatným jménem. Nedoporučují se kategoriální proměnné (např. stav mysli), ale preferují se kvantifikovatelné proměnné(např. štěstí).
Zprostředkující proměnné by se neměly vynechat. Kauzální vztah "poptávka po produktu snižuje kvalitu produktu" je hůře pochopitelný, než kauzální řetěz "poptávka zvýší tlak na objem produkce a ten sníží kvalitu produktu"

Krátkodobé a dlouhodobé důsledky mohou být odlišné. Na obrázku první smyčka zobrazuje dopad konzumace drog v krátkém období, zatímco druhá v dlouhém.

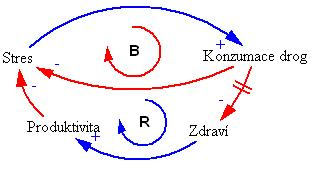
Dopad konzumace drog na stres v krátkém a dlouhém období.

## Validace modelu
Jedním z původních účelů diagramu kauzálních smyček je komunikovat strukturu. Autoři modelů se snaží vytvářet modely logicky platné a přirozeně si vytváří emocionální vztah k modelu, které jim mohou zastřít určité nedostatky v logice příčin a následků. Tento efekt lze potlačit ex post ověřením platnosti kauzálních vztahů. J.R.Burns nabízí ve svém práci následující kritéria: Jasnost lze chápat, jako míru srozumitelnosti vztahů příčin a následků zobrazených v diagramu. Přítomnost závislosti zkoumá existenci vztahu mezi úrovněmi dvou hodnot. Ptá se, jestli změna jedné hodnoty skutečně vyvolává změnu druhé. Slabá závislost ověřuje zdali uvedený kauzální vztah může sám o sobě vysvětlit očekávanou změnu cílové hodnoty. Záměna příčiny a následku se zaměřuje na případné otočení příčinné závislosti. Existence předpokládaných efektů se snaží identifikovat jiné efekty by změna hodnoty proměnné způsobila. Pokud se takové efekty v systému nevyskytují, lze pochybovat o existenci příčiny. Tautologie je situace, v níž je kauzální důsledek připisován příčině, která je s ním ve skutečnosti identická. Tautologie je z definice vždy pravdivá, nicméně v modelech je zbytečná.

## Kritika diagramu kauzálních smyček

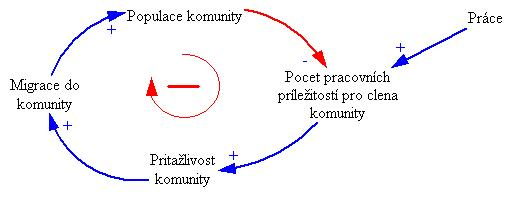
Počet pracovních míst v komunitě

Na nedostatky diagramu kauzálních smyček poukázal v roce 1976 George Richardson. Za hlavní problém označil zamlžení tokové a stavové struktury systému. Zpětná vazba v systému bývá kvůli kauzálním smyčkám přeceněna a významná úloha kumulačních procesů se vytrácí.

Na obrázku vpravo je jednoduchý diagram vysvětlující počet pracovních míst v komunitě a její atraktivitu. Vzroste-li přitažlivost komunity, vzroste i migrace do komunity a v jejím důsledku také populace. Při poklesu atraktivity dojede ke snížení migrace, nicméně nemusí dojít ke snížení populace. K tomu by došlo jen při poklesu migrace do záporných hodnot. K tomuto problému dochází u vztahů stavu (stock) a míry změny (rate of change). Míra změny (ukazatele jako porodnost, úmrtnost atd.) je totiž derivací vývoje stavu. Změna derivace má vliv na zakřivení křivky, neurčuje však rostoucí či klesající trend stavu.